# La legge della Camorra
La legge della Camorra è un film del 1973 diretto da Demofilo Fidani con lo pseudonimo Nedo De Fida.

## Trama
Carolina Miceli, rimasta vedova di Don Salvatore Caruso, giunta al capezzale del boss camorrista morente Don Gaetano Liguoro, racconta come, discordi sul traffico della droga, i fratelli Gaetano e Tony Liguori abbiano aperto le ostilità contro suo padre Don Calogero Miceli spalleggiato da politici, contrario alla nuova attività. Ella racconta la sua gioventù in America e in particolare la storia di Lucky De Simone: di come arrivò a casa sua una sera e di come ricevette l'aiuto del padre di lui, Don Calogero. Lucky faceva l'esattore per l'organizzazione, ma gli piaceva lavorare da solo e questo gli procurò dei guai per cui finì in prigione. Eliminato Lucky dai Liguori, Donna Carolina spera che finalmente giunga un po' di pace. Tuttavia dopo la morte di Don Gaetano, le ostilità si riaccendono.